# Jerzy Budzisz (pilot)
Jerzy Budzisz (ur. 20 listopada 1927 w Łodzi, zm. 1 listopada 1983) – pułkownik pilot Sił Zbrojnych Polskiej Rzeczypospolitej Ludowej.

## Życiorys
Jerzy Budzisz urodził się 20 listopada 1927 w Łodzi. W 1948 powołany został do 13 pułku piechoty, gdzie służył do 29 kwietnia 1951. Podjął naukę w Oficerskiej Szkole Lotniczej nr 5 w Radomiu. 26 czerwca 1952 został podporucznikiem pilotem. Po ukończeniu nauki został skierowany do 41 pułku lotnictwa myśliwskiego w Malborku. 1 sierpnia 1953 został wyznaczony na stanowisko dowódcy klucza, a 30 grudnia 1953 awansowany na dowódcę eskadry. 18 września 1956 otrzymał etat pomocnika dowódcy 38 pułku lotnictwa ds. pilotażowych, którym był do 28 marca 1958.
W okresie 29 marca 1953 – 11 lipca 1958 dowodził 38 pułkiem lotnictwa myśliwskiego. Gdy jednostka została rozformowana, 12 lipca 1958 Budzisz został skierowany do Wyższej Szkoły Pilotów na stanowisko dowódcy eskadry szkolenia metodycznego. Obowiązki te wykonywał do 7 marca 1959. 8 marca 1959 został przeniesiony do Świdwina na stanowisko dowódcy 40 pułku lotnictwa myśliwskiego. Jednocześnie uczył się w liceum ogólnokształcącym i w 1962 zdał maturę.
Od 30 września 1963 do 21 października studiował na Akademii Sztabu Generalnego Wojska Polskiego w Rembertowie. 22 października 1966 objął stanowisko dowódcy 41 pułku lotnictwa myśliwskiego w Malborku, którym dowodził do 27 lutego 1971. Od 13 października 1972 służył w Oleśnicy jako komendant Centralnego Ośrodka Szkolenia Specjalistów Technicznych Wojsk Lotniczych (Techniczna Oficerska Szkoła Wojsk Lotniczych). Pozostał na tym stanowisku do śmierci 1 listopada 1983. Pułkownik Jerzy Budzisz w okresie swojej zawodowej służby wojskowej był pilotem pierwszej klasy, wykonując pilotaż na różnych samolotach.

## Ordery i odznaczenia
- Krzyż Komandorski Orderu Odrodzenia Polski (1982)
- Krzyż Oficerski Orderu Odrodzenia Polski (1972)
- Krzyż Kawalerski Orderu Odrodzenia Polski (1963)
- Złoty Krzyż Zasługi (1957)
- Srebrny Krzyż Zasługi (1956)[6]
- Wpis do Honorowej Księgi Czynów Żołnierskich (1979)